# Михайловка (Бобруйский район)
Миха́йловка (бел. Міхайлаўка) — деревня в составе Горбацевичского сельсовета Бобруйского района Могилёвской области Республики Беларусь.

## Географическое положение
Ближайшие населённые пункты Туголица, Двор Горбацевичи.